# Ashford Hill
Ashford Hill är en by i civil parish Ashford Hill with Headley, i distriktet Basingstoke and Deane, i grevskapet Hampshire, i England. Byn är belägen 10 km från Newbury. Byn hade 611 invånare år 2021.